# Cercophora arenicola
Cercophora arenicola är en svamp som beskrevs 1979 av Růžena Hilber. Arten ingår i släktet Cercophora och familjen Lasiosphaeriaceae. Inga underarter finns listade i Catalogue of Life.